# Sweet Refrain
《Sweet Refrain》是日本流行電音組合Perfume第19張單曲。單曲於2013年11月27日發行。唱片公司為Perfume Records/UNIVERSAL J。

## 介绍
- 距離前作單曲「Magic of Love」約半年，和第五張專輯「LEVEL3」發行距離僅約兩個月的單曲。
- 「Sweet Refrain」為長澤雅美主演劇集「都市傳說之女 Part2」主題曲。Perfume三位成員也在劇中特定集數的片尾中登場，和劇集幾位主角實現舞蹈共演。
- 「Sweet Refrain」是一首加入了迴響貝斯（Dubstep）和流行舞曲元素的歌曲[1] ，歌詞充份展現了少女的世界觀。
- B面曲原准备收錄在同年10月發行的專輯「LEVEL3」中[2] ，但在沒有特定原因下被製作團隊從專輯中剔出，三人也對此舉感到不解。此曲原始版本的編曲較歡快，而最終收錄在單曲的版本，三人認為比較像是在咖啡店播放的音樂[2]。
- 短版MV於2013年11月4日在YouTube官方頻道上公開，直至單曲發售前已經累積近一百萬觀看次數。MV以「Perfume美術館」作主題（拍摄也的确是在当时还未开业的美术馆里拍摄），鏡頭重複地圍繞著館中仿如展品的三人進行拍攝，而每一個場景都是一鏡到底，因此令成員在拍攝時倍感壓力。
- 本作封面的焦點是流行色彩強烈及具時尚感的美術設計。封面是由MV拍攝現場的記錄照片中挑選出來的[3]。封面原定于在MV拍摄前一天拍摄，后因成员a-chan感冒发高烧而延后至MV拍摄当天在MV拍摄的过程中拍摄封面（可见Perfume Clips 2）。
- 在通常盤CD封面中，三人拿著的時鐘上的時間，分別對應著自己的生日日期。（KASHIYUKA－12月23日－12:23；a-chan－2月15日－2:15；NOCCHi－9月20日－9:20）

## 收錄歌曲

### CD
| 曲序 | 曲目                                              |
| ---- | ------------------------------------------------- |
| 1.   | （朝日電視台周五夜間劇集「都市傳說之女2」主題曲） |
| 2.   |                                                   |
| 3.   |                                                   |
| 4.   |                                                   |

## 資料來源
1. ↑  .   [2013-11-27]. （原始内容存档于2013-11-28）.
2. 1 2  .   [2013-11-27]. （原始内容存档于2013-11-30）.
3. ↑  . ナタリー. 2013-10-25  [2013-04-14]. （原始内容存档于2013-11-09）.

## 外部連結
- YouTube上的Official Music Video：Perfume 「Sweet Refrain」 (short ver.)
- YouTube上的Official Music Video：Perfume 「Sweet Refrain」
- 日本環球唱片公司的介紹專頁
  - 初回限定盤
  - 通常盤